# الدينكوية
الدينكوية Dinkoism (/ˈdɪnkɔɪzəm/)، أو دين ال دينكويست Dinkoist religion أو الدينكاماثام Dinkamatham هو محاكاة ساخرة للدين ظهرت في الهند وهو حركة اجتماعية ظهرت وتطورت على الشبكات الاجتماعية جرى تنظيمها من قِبل جماعات الرعاية المستقلة في ولاية كيرالا الهندية. يصف أتباعه الدينكوية كدين حقيقي.

فن يصور الدينكوية حيث ينصح دينكان Dinkan أحد المحب له. رسم ساي كيران، وهو ملحد من ولاية كيرالا

## التاريخ
وفقا لتقرير في الهند اليوم، فإن الدينكوية قد تأسست في عام 2008 في ولاية كيرالا من قبل مجموعة من العقلانيين بقصد السخرية من «عبثية الإيمان الديني الأعمى». ويعتزم مجتمع المتبعين لها أن يصبح ناشطا سياسيا. وذكر تقرير في اكسبرس الهندي الجديد أن الدينكوية تكتسب أعضاء من خلال فيسبوك. كما وصفت ال بي بي سي الدينكوية في 2016 كحركة ملحدة تشهد نموًا كبيرًا على وسائل التواصل الاجتماعي.

## الوصف
تدعو هذه الحركة إلى عبادة دينكان، وهو رمز هزلي. يحتفل أتباعها بـ فأر خارق ظهر في عام 1983 في مجلة أطفال باللغة المالايالامية- تسمى Balamangalam—ويعتبرونه معبودهم، لغرض فضح الخرافات ومغالطات وممارسات الأديان التقليدية من وجهة نظرهم.

## الأحداث والاحتجاجات

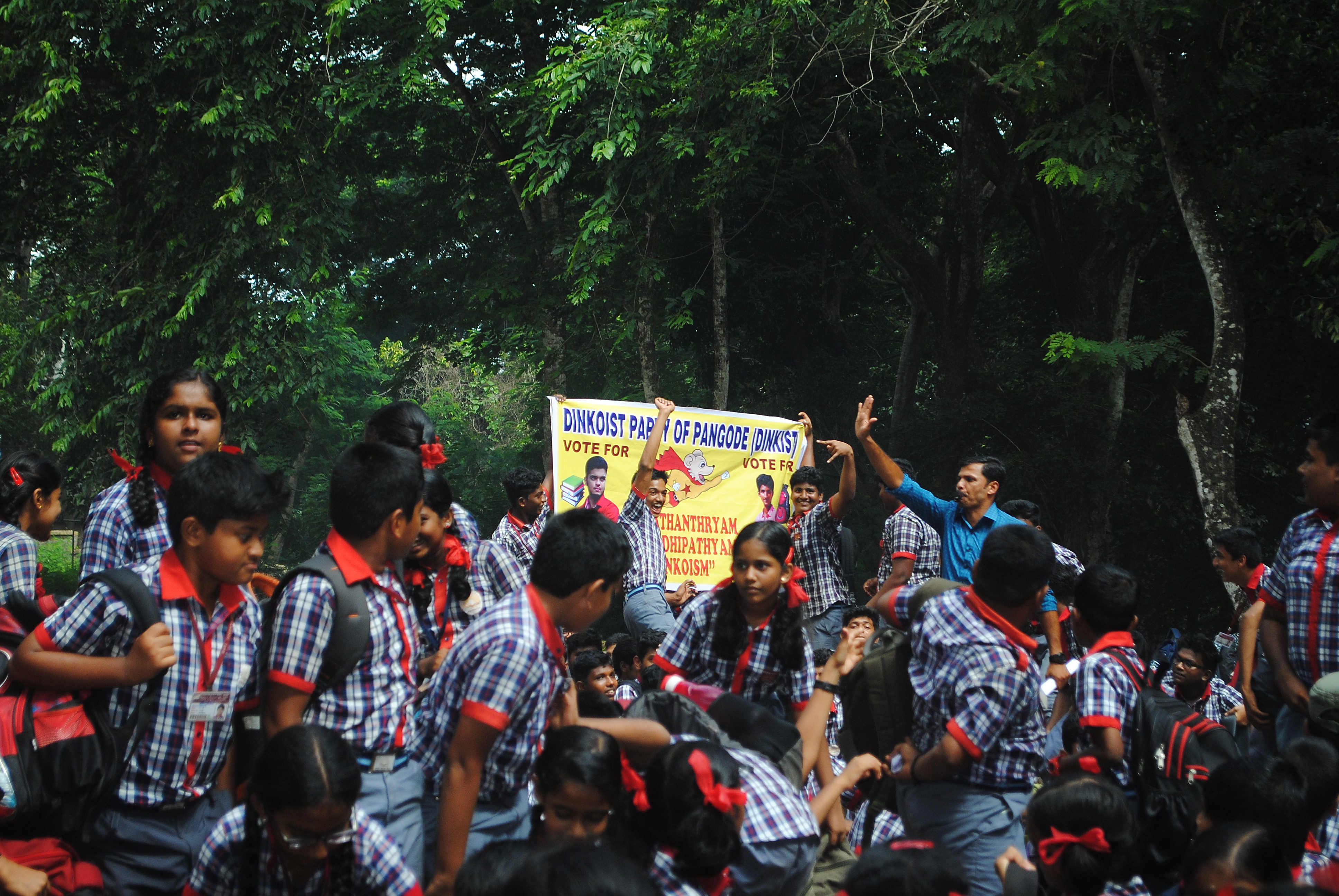
مجموعة من أطفال المدارس يقومون بحملات من أجل انتخابات مدرسية تحت حزب جرى تشكيله على أساس الإيمان بالدينكوية.

انتشر مفهوم الدينكوية عبر وسائل التواصل الاجتماعي، لكن الحركة نظمت مناسبات احتجاجية. ففي 30 يناير 2016, عقد مجموعة من أتباعها احتجاجا وهميا تحت شعار Mooshikasena (جيش الفئران) أمام مطعم Dhe Puttu الذي يملكه الممثل الشعبي Dileep بدعوى أن فيلمه القادم Professor Dinkan يؤذي مشاعرهم الدينية، ونُظمت احتجاجات مماثلة في عدة أنحاء في العالم.
ظهرت الدينكوية في وقت سابق في الأخبار عندما حصل أحد أتباعها الذي يعيش في ولاية كاليفورنيا على لوحة ترخيص منقوش عليها كلمة DINKAN لسيارته، وذلك لتفانيه لـ dinkan. كتب ج. ديفيكا في عام 2016 مقالا عن مفهوم الدينكوية ومنطق السوق.

## المؤتمرات
نظم أتباعها في Kozhikode مؤتمرا في قاعة المجلس الرياضي، في مانانشيرا في 20 مارس 2016. كما نُظمت مجموعة متنوعة من وسائل الترفيه تحت عنوان تابيوكا. E. A. Jabbar، وهو عقلاني بارز، يأيد الدينكوية.
في أبريل 2016، كان من المتوقع أن يجتمع 25,000 من أتباعها من أجل اتفاقية تسمى «دينكاماثا مها Dinkamatha Maha Sammelanam» من أجل «تقديم حقوقهم كمجتمع أقلية». وقد تلقى هؤلاء رسائل تهديد وكذلك معارضة من المؤمنين من الديانات الأخرى.